# Birol Kilic

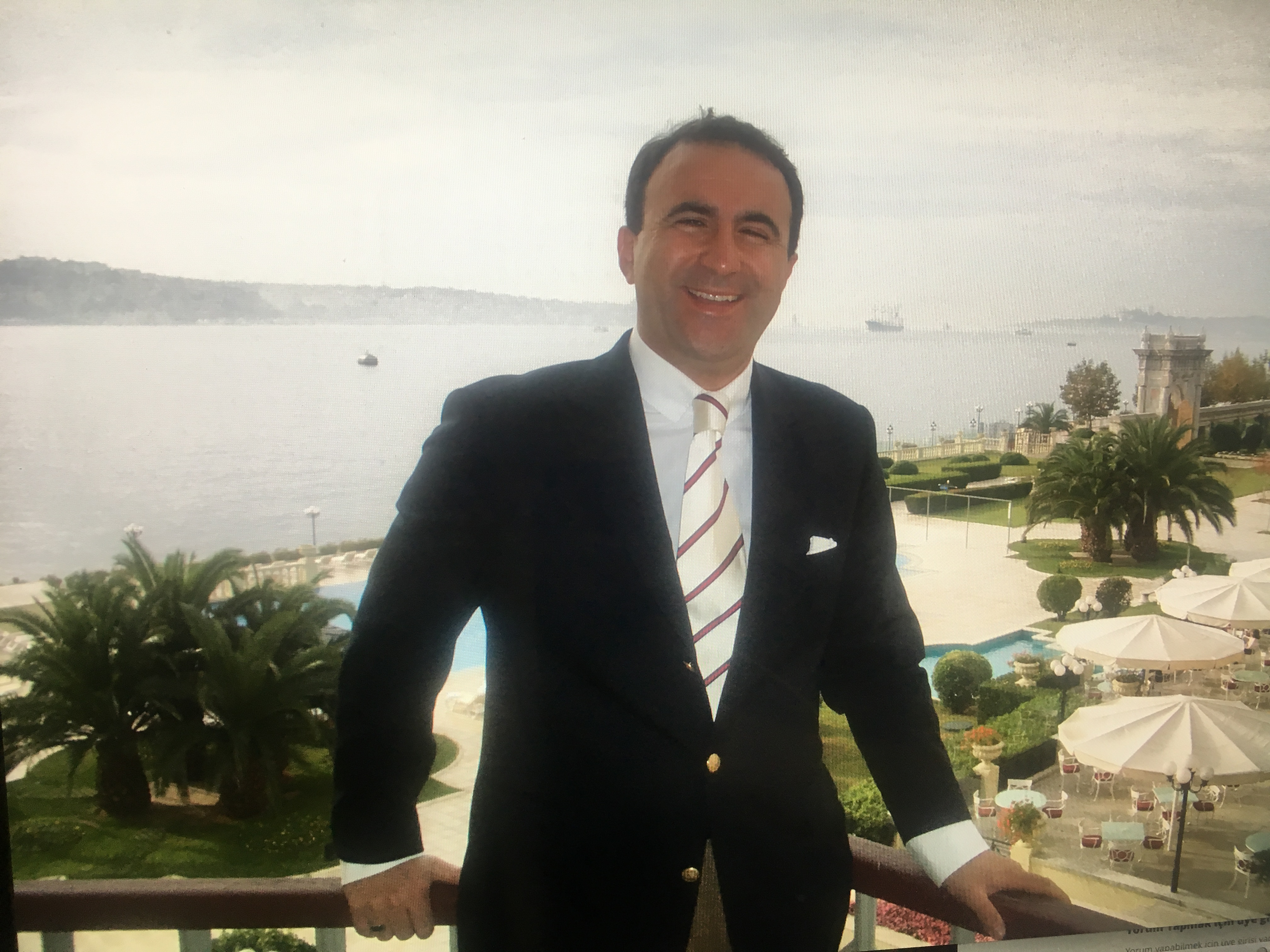
Birol Kilic (2017)

Birol Kilic (* in Istanbul als Birol Kılıç, alternativ auch Pirsultan Birol Kilic) ist ein türkisch-österreichischer Verleger, Publizist, Herausgeber, Unternehmer sowie der Obmann der Türkischen Kulturgemeinde in Österreich.

## Leben
Birol Kilic wurde in Istanbul im Stadtteil Sisli geboren wo alle Religionen und Konfessionen seit der byzantinischen und der osmanischen Zeit zusammen gelebt haben. Ab sechs Jahren lebte Kilic in Hamburg und Kiel, wo er die Grundschule besuchte. Mittelschule und Gymnasium besuchte Kilic in Istanbul. Bei den Universitätsaufnahmeprüfungen YÖK bekam er die Möglichkeit in der Medizinfakultät der Universität Istanbul (İstanbul Tıp Fakultät) zu studieren. Laut seinen eigenen Angaben studierte Kilic vier Semester lang Medizin, bevor er an die ETH Zürich ging und anschließend an die Technische Universität Wien. Dort schloss er 1993 ein Studium der Nachrichtentechnik und biomedizinischen Technik als Diplomingenieur ab.
Bereits während seines Studiums verfasste Kilic für türkische Medien Kommentare und Analysen aus Wien, darunter das öffentlich-rechtliche Radio Voice of Turkey und die damals liberale Tageszeitung Sabah, sowie den Fernsehsender ATV. Diese Tätigkeit übte er von 1988 bis 1999 aus. Nach seinem Studium gründete Kilic eine Unternehmensbeteiligung, die unter anderem im Medienbereich bis heute aktiv ist.
1999 gründete er die türkisch-deutsch-sprachige Zeitung Yeni Vatan Gazetesi („Neue Heimat Zeitung“), 2004 den Neue Welt Verlag und 2009 die Zeitschrift Einspruch. Die Yeni Vatan Gazetesi wird in Wien produziert.

## Engagement
Kilic engagiert sich seit 1989 in verschiedenen Vereinen, Organisationen und Aktionen in Österreich, darunter auch in dem Europäischen Verband der Türkischen Akademiker (EATA), für die Integration und Probleme und er setzt sich für das säkulare Leben in Österreich ein.
Im Jänner 2013 erregte ein Lego-Bausatz die Aufmerksamkeit der Türkischen Kulturgemeinde. Der Bausatz von „Jabba’s Palace“ ähnelte sehr der Hagia Sophia in Istanbul und der Moschee Jami al-Kabir in Beirut. Die Türkische Kulturgemeinde sah das als Volksverhetzung mit rassistischen Vorurteilen.
Laut Kilic sind die Besuche und Auftritte von Erdogan in Österreich unnötig, spalten die türkische Community und führen zu einem vergifteten Klima.
Kilic erzählt in einer Zeitschrift des Integrationsfonds von seinen Gedanken über die Entwicklungen und Probleme, die aus der Türkei nach Österreich importiert werden, mit dem Titel: „Ich glaube, dass hier mit Kalkül vorgegangen wird. Das Ziel ist die Schwächung der europäischen Demokratie und Rechtsstaatlichkeit.“
Als Vertreter von Menschen mit türkischer Abstammung in Österreich setzt er sich immer wieder für eine Integration der im Land lebenden Menschen aus der Türkei auf Grundlage der Werte Österreichs und der Grenzen der freiheitlich demokratischen Grundordnung ein. Er sei nicht gegen Islam, sondern gegen jeglichen Missbrauch der Religion für politische, wirtschaftliche und soziale Angelegenheiten. Er sei gegen politisierten Glauben, antitürkische Hetze und radikale Gruppen, egal von welcher Seite und Gruppe, so Kilic.
Als Obmann der Türkischen Kulturgemeinde in Österreich verurteilte er die Vorfälle der Demo-Krawalle im Sommer 2020 in Wien-Favoriten scharf.
Nach dem Koran-Ausspruch von FPÖ-Politiker Norbert Hofer, in dem er den Koran als gefährlicher als das Corona-Virus bezeichnete, forderte Birol Kilic, im Namen der Türkischen Kulturgemeinde, den Rücktritt von Hofer als 3. Nationalratspräsident, weil hier eine öffentliche Verhetzung stattgefunden habe, die laut österreichischer Verfassung und Gesetzgebung, egal bei welcher Minderheit oder Religion, nicht gewünscht bzw. scharf rechtlich verboten ist.
Als Obmann der Türkischen Kulturgemeinde in Österreich (TKG) machte er sich am 29. Juni 2020 in einem Gastkommentar in der Kurier-Zeitung für den Erhalt der Hagia Sophia als Museum stark.
Seit die finale Entscheidung, die Hagia Sophia wieder in eine Moschee umzuwandeln, am 24. Juli 2020 getroffen wurde, äußert er immer wieder Kritik und sein Bedauern darüber. Laut seiner Aussagen sieht er die Vielfalt der Türkei in Gefahr.
Nach dem Terror-Anschlag in Wien im November 2020 erklärte er, dass Muslime nun unter Generalverdacht gestellt werden, obwohl der Großteil gegen jeglichen Missbrauch der Religion und gegen Terror sei. Außerdem betont Kilic, dass viele Moscheen in Österreich zur Radikalisierung von jungen Muslimen beitragen beziehungsweise dazu missbraucht werden und er bereits seit 25 Jahren genau davor warnt.
Nach dem Urteil des Verfassungsgerichtshofes der Republik Österreich (VfGH) bezüglich des Kopftuch-Tragens von unmündigen Volksschulkindern zwischen 6 und 11 Jahren im Unterricht und somit einer Entscheidung gegen das Kopftuchverbot an Volksschulen, kritisierte Kilic als Obmann der Türkischen Kulturgemeinde in Österreich (TKG) diese Entscheidung mit folgenden Worten sehr: „Diese Entscheidung des VfGH darf auch nicht über das Faktum hinaus täuschen, dass mit diesem Urteil der Segregation und Ausgrenzung Vorschub geleistet wird und genau gegenteiliges bewirkt wird, nämlich Ausgrenzung statt Integration!“
Nach dem scharfen Wortgefecht zwischen Präsident Erdogan und dem Außen- und Innenminister von Österreich bezüglich des Nahostkonflikts forderte er im Namen der türkischen Kulturgemeinde in Österreich (TKG) eine zügige Deeskalation der Worte und gegenseitige Empathie.
Er setzt sich zudem für die Stellung der Menschen mit türkischer Abstammung in Österreich ein. Er legt ihnen nahe, die politischen Probleme der Türkei nicht nach Österreich zu bringen und die österreichische Geschichte und Neutralität, sowie Sitten und Gesetze zu achten.

## Werke

### Herausgeber
- Türkische Köstlichkeiten. Neue-Welt-Verlag, Wien 2005, ISBN 978-3-9502057-0-1.
- In Hoc Signo Vinces: zwischen religiösem Mythos und politischen Anspruch von Byzanz nach Neapel. Neue-Welt-Verlag, Wien 2012, ISBN 978-3-9503061-2-5.
- Das große Bildwörterbuch österreichisches Deutsch – Türkisch. 2. Auflage. Neue-Welt-Verlag, Wien 2013, ISBN 978-3-9503061-0-1.
- Die roten Ritter: zwischen Medici, Habsburgern und Osmanen. Neue-Welt-Verlag, Wien 2014, ISBN 978-3-9503061-5-6.
- Kants Wanderung über das Nebelmeer: Die wahre Entstehungsgeschichte der Kritik der Vernunft im Spiegel der Bilderwelt Caspar D. Friedrichs. Neue-Welt-Verlag, Wien 2017, ISBN 978-3-9503981-9-9.
- Kant kocht türkisch. 2. Auflage. Neue-Welt-Verlag, Wien 2020, ISBN 978-3-9503981-8-2.
- 100 Jahre Burgenland: Geschichte einer internationalen Grenzregion. Neue-Welt-Verlag, Wien 2021, ISBN 978-3-9503981-2-0.
- Das große Bildwörterbuch österreichisches Deutsch – Ukrainisch. 2. Auflage. Neue-Welt-Verlag, Wien 2022, ISBN 978-3-9503981-1-3.[44]
- Das große Bildwörterbuch österreichisches Deutsch – Zazaisch. Neue-Welt-Verlag, Wien 2022, ISBN 978-3-9503981-0-6.
- Birol Kilic: Einspruch gegen Fake History: Wahre Geschichten der türkisch-jüdischen Freundschaft.  2. Auflage. Neue-Welt-Verlag, Wien 2023, ISBN 978-3-9503981-4-4.
- Die Ritter Konstantins: „In diesem Zeichen wirst du siegen“. Neue-Welt-Verlag, Wien 2024, ISBN 978-3-9505287-1-8.
- Birol Kilic: Heinrich Krippel – Atatürks Wiener Bildhauer. Neue-Welt-Verlag, Wien 2025, ISBN 978-3-9505287-2-5.

## Auszeichnungen
Im Jahr 2015 erhielt er das Silberne Ehrenzeichen für Verdienste um die Republik Österreich. 2022 wurde ihm der Berufstitel Professor verliehen.
Ende Jänner 2025 wurde der scheidende Generalsekretär des Verbandes der Auslandspresse, Birol Kilic, von der Generalversammlung in Wien zum 14. Ehrenmitglied des Verbandes gewählt.